# Février 1795

## Événements
- Fin d'un soulèvement miao au Hunan et au Guizhou (1795-1797)[1].

- 4 février (16 pluviôse an III) : fin du siège de Roses.

- 7 février[2],[3] : Guillaume V d'Orange-Nassau, réfugié à Kew, près de Londres, invite les gouverneurs des territoires sous souveraineté hollandaise à accueillir les Britanniques comme des amis. Les administrateurs hollandais de l’Indonésie hésitent entre leur crainte du jacobinisme et leur haine de la Grande-Bretagne. Ils décident de reconnaître la République batave mais de gérer seul les affaires indonésiennes[4].

- 9 février (21 pluviôse an III) : traité de Paris entre la France et le grand-duc de Toscane, qui se retire de la Première Coalition[5].

- 14 février (26 pluviôse an III) : combat naval du golfe de Rosas.

- 17 février (29 pluviôse an III) : accord de La Jaunaye suspendant la guerre de Vendée. Liberté religieuse[6].

- 21 février (3 ventôse an III) : rétablissement de la liberté du culte en France. Remise en activité des églises non encore aliénées comme biens nationaux.

- 25 février (7 ventôse an III), France : création des Écoles centrales pour remplacer les anciens collèges religieux et les facultés des arts des universités.

## Naissances
- 3 février : Antonio José de Sucre, général vénézuélien, héros de l'indépendance des colonies espagnoles († 1830).
- 5 février : Wilhelm Karl Ritter von Haidinger (mort en 1871), géologue autrichien.
- 6 février : John Stevens Henslow (mort en 1861), botaniste et géologue britannique.
- 8 février : Friedlieb Ferdinand Runge (mort en 1867), chimiste allemand.
- 9 février : Moritz Karl Ernst von Prittwitz militaire prussien († 1885).
- 10 février (22 pluviôse an III) : Ary Scheffer, peintre français d'origine hollandaise († 15 juin 1858).

## Décès
- 9 février : Antoine-Louis Polier, ingénieur et orientaliste suisse. (° 1741).
- 11 février : Carl Michael Bellman, chansonnier suédois (° 1740).
- 26 février (7 ventôse an III) : Jean-Martial Frédou, peintre français (° 28 janvier 1710).